# Quik Is the Name
Albums de DJ Quik
Way 2 Fonky
(1992)
Singles
1. Born and Raised in Compton
Sortie : 6 décembre 1990
2. Tonite
Sortie : 10 juin 1991
3. Quik Is the Name
Sortie : 11 novembre 1991

Quik Is the Name est le premier album studio de DJ Quik, sorti le 15 janvier 1991.
L'album a été certifié disque de platine par la RIAA le 26 juillet 1995.

## Liste des titres
| No  | Titre                                                                   | Contient un (des) sample(s) de | Durée |
| --- | ----------------------------------------------------------------------- | --- | ----- |
| 1.  | Sweet Black Pussy (Produit par DJ Quik)                                 | Ooh Boy de Rose Royce The Incredible Fulk de Blowfly | 4:20  |
| 2.  | Tonite (Produit par DJ Quik)                                            | Tonight de Kleeer Tonight Is the Night de Betty Wright Last Night Changed It All (I Really Had a Ball) d'Esther Williams                                                     | 5:23  |
| 3.  | Born and Raised in Compton (Produit par DJ Quik)                        | Hyperbolicsyllabicsesquedalymistic d'Isaac Hayes She's Not Just Another Woman de 8th Day Wino Dealing With Dracula de Richard Pryor Compton's in the House (Remix) de N.W.A. | 3:25  |
| 4.  | Deep (featuring 2nd II None et AMG – Produit par DJ Quik)               | Between Two Sheets de Fred Wesley and The Horny Horns Four Play de Fred Wesley and The Horny Horns I'm a Ho de Whodini                                                       | 3:42  |
| 5.  | Tha Bombudd (Produit par DJ Quik)                                       | | 3:47  |
| 6.  | Dedication (Produit par DJ Quik)                                        | | 1:30  |
| 7.  | Quik Is the Name (Produit par DJ Quik)                                  | Movin' de Brass Construction I Just Want to Be de Cameo | 2:46  |
| 8.  | Loked Out Hood (Produit par DJ Quik, Courtney Branch et Tracy Kendrick) | Once You Get It du B.T. Express Do You Like It du B.T. Express Pumpin' It Up de P-Funk All Stars                                                                             | 2:50  |
| 9.  | 8 Ball (Produit par DJ Quik)                                            | Chameleon de Herbie Hancock New Year's Eve de Richard Pryor Here We Go (Live at the Funhouse) de Run–D.M.C. 8 Ball de N.W.A. Gangsta Gangsta de N.W.A.                       | 3:30  |
| 10. | Quik's Groove (Produit par DJ Quik)                                     | | 1:50  |
| 11. | Tear It Off (featuring AMG – Produit par DJ Quik)                       | Husbands & Whores de LaWanda Page You Got to Have a Mother for Me de James Brown                                                                                             | 3:46  |
| 12. | I Got That Feelin' (Produit par DJ Quik)                                | A Feeling Is des Emotions | 3:38  |
| 13. | Skanless (featuring AMG, Hi-C et 2nd II None – Produit par DJ Quik)     | That's Enough for Me de Patti Austin | 2:54  |

## Classements

### Album
| Année | Chart                  | Meilleure position |
| ----- | ---------------------- | ------------------ |
| 1991  | Billboard 200          | 29                 |
| 1991  | Top R&B/Hip-Hop Albums | 9                  |

### Singles
| Année | Single                     | Chart                   | Meilleure position |
| ----- | -------------------------- | ----------------------- | ------------------ |
| 1991  | Born and Raised in Compton | Hot R&B/Hip-Hop Songs   | 16                 |
| 1991  | Born and Raised in Compton | Hot Rap Tracks          | 4                  |
| 1991  | Tonite                     | Hot Dance Singles Sales | 38                 |
| 1991  | Tonite                     | Hot R&B/Hip-Hop Songs   | 13                 |
| 1991  | Tonite                     | Hot Rap Tracks          | 3                  |
| 1991  | Tonite                     | Billboard Hot 100       | 49                 |

## Personnel[9]
- DJ Quik : Interprète, claviers, production, mixage
- AMG : Interprète
- Courtney Branch : Production, ingénierie, production exécutive, mixage
- Hi:C : Interprète
- Greg Jessie : Production exécutive
- Stan Jones : Basse, guitare
- K.K. : Interprète
- Tracy Kendrick : Producteur, ingénierie, production exécutive, mixage
- Nedra « Cookie » Richardson : Interprète
- Joe Shay : Ingénierie
- Liz Sroka : Ingénierie
- Rad Terrell : Claviers
- Tha D : Interprète
- Howie Weinberg : Mastering